# August Eberhard Müller
August Eberhard Müller (ur. 13 grudnia 1767 w Northeim, zm. 3 grudnia 1817 w Weimarze) – niemiecki kompozytor, organista, flecista i pedagog.

## Życiorys
Naukę pobierał początkowo u swojego ojca, organisty Matthäusa Müllera, następnie był uczniem Johanna Christopha Friedricha Bacha w Bückeburgu. Studiował prawo na uniwersytecie w Getyndze, przerwał jednak studia i rozpoczął karierę flecisty, podróżując z koncertami po północnych Niemczech. W 1788 roku osiadł w Magdeburgu, gdzie w 1789 roku został organistą w kościele św. Ulryka i dyrektorem muzycznym miasta. W latach 1792–1793 dyrygował koncertami dla loży masońskiej i występował w Berlinie. W 1794 roku wyjechał do Lipska, gdzie otrzymał posadę organisty w kościele św. Mikołaja i występował jako pierwszy flecista z Gewandhausorchester. W 1800 roku został dyrektorem muzycznym lipskich kościołów św. Mikołaja i św. Tomasza oraz asystentem Johanna Adama Hillera, po którym w 1804 roku przejął stanowisko kantora kościoła św. Tomasza. W 1810 roku przeniósł się do Weimaru, gdzie był kapelmistrzem kapeli dworskiej i dyrektorem muzycznym miasta, a także uczył gry na fortepianie.
Był autorem singspielu Der Polterabend, ponadto napisał m.in. 11 koncertów fletowych, 2 koncerty na instrument klawiszowy, 17 sonat na instrument klawiszowy, liczne kantaty. Pisał także kadencje do koncertów W.A. Mozarta i wyciągi fortepianowe fragmentów z jego oper. Opublikował podręcznik gry na flecie, opracował też i przygotował do druku zrewidowane wydanie podręcznika gry na instrumencie klawiszowym Georga Simona Löhleina. Był propagatorem twórczości klasyków wiedeńskich, uczestniczył w pracach nad publikacją pierwszych wydań zbiorczych dzieł Mozarta i Haydna. Jego własna twórczość reprezentuje styl brillant.